# Dương Thị Nhàn
Dương Thị Nhàn (sinh 1995), quê ở tỉnh Long An, là một cựu vận động viên bóng chuyền nữ Việt Nam.

## Quá trình thi đấu
Dương Thị Nhàn đi theo môn bóng chuyền từ năm 13 tuổi. Cô vô địch Giải bóng chuyền trẻ toàn quốc các năm 2010, 2011, 2012, 2013 cùng câu lạc bộ VTV Bình Điền Long An.
Từ năm 2010, Dương Thị Nhàn trở thành chủ công của các đội tuyển trẻ Việt Nam. Cùng năm, cô cùng các đồng đội Đinh Thị Trà Giang, Phạm Thu Hà, Đào Thị Bảy, Lê Thị Thanh Liên, Hà Ngọc Diễm, Đào Thị Nhung,... đã cán đích ở vị trí thứ 8 ở Giải vô địch bóng chuyền U-19 nữ Châu Á.
Năm 2013, Dương Thị Nhàn bắt đầu góp mặt trong đội hình đội tuyển quốc gia. Năm 2014, Dương Thị Nhàn cùng đội tuyển vô địch VTV Cup 2014 và trở thành tâm điểm lúc bấy giờ.
Cuối năm 2014, Dương Thị Nhàn bí mật lấy chồng là một Việt kiều. Cô là người đầu tiên phá vỡ quy định "áp tuổi lấy chồng" (chỉ được kết hôn khi đã 23 tuổi, có cam kết trong hợp đồng) của các câu lạc bộ bóng chuyền tại Việt Nam. Cô sau đó "theo chồng, bỏ cuộc chơi", giã từ sân bóng rồi sang Mỹ định cư.

## Cuộc sống cá nhân
Ngoài sân bóng, Dương Thị Nhàn còn là một người mẫu quảng cáo và từng làm đại diện thương hiệu Apple tại Việt Nam.
Sau khi sang Mỹ, cô "bắt đầu lại mọi thứ từ con số 0". Dưới sự khuyến khích của chồng, Dương Thị Nhàn tham gia một số cuộc thi sắc đẹp vào năm 2019.
Em gái cô là Dương Thị Hên, cũng là một vận động viên bóng chuyền.